# Century Initiative
The Century Initiative (franska: Initiative du Siècle; ursprungligen Laurier Project Foundation, Fondation Projet Laurier; öv. 'Århundradets initiativ') är en kanadensisk lobbygrupp som syftar till att öka Kanadas befolkning till 100 miljoner vid sekelskiftet 2100.
Motståndare menar bland annat att en ökande befolkning skulle undergräva franska språkets ställning i den franskspråkiga provinsen Québec.